# Le lion est occupé
Pour plus de détails, voir Fiche technique et Distribution.
Le lion est occupé (The Lion's Busy) est un court métrage d'animation américain de la série Looney Tunes, réalisé par Friz Freleng et produit par la Warner Bros. Cartoons, sorti en 1950. Il met en scène Léo le lion et Beaky Buzzard.